# Hans Tedin
Hans Tedin, född 31 december 1860 i Nosaby socken, Kristianstads län, död 17 februari 1930 i Svalövs församling, Malmöhus län, var en svensk agronom; far till Olof Tedin.
Tedin blev filosofie doktor i Lund 1891, anställdes samma år hos Sveriges utsädesförening i Svalöv, där han förestod förädlingen av ärter, vicker och från 1900 även av korn. Förutom gradualavhandlingen Om den primära barken hos vedartade dikotyler, dess anatomi och dess funktioner (i Lunds universitets årsskrift 1891) författade en stor mängd i Sveriges utsädesförenings tidskrift och andra periodiska skrifter publicerade uppsatser och avhandlingar rörande i främsta rummet växtförädling, men därjämte även växtsjukdomar, skadedjur på odlade växter samt andra lantbruksämnen. Han invaldes som ledamot av Lantbruksakademien 1911 och av Fysiografiska sällskapet i Lund 1919.